# Filar (górnictwo)

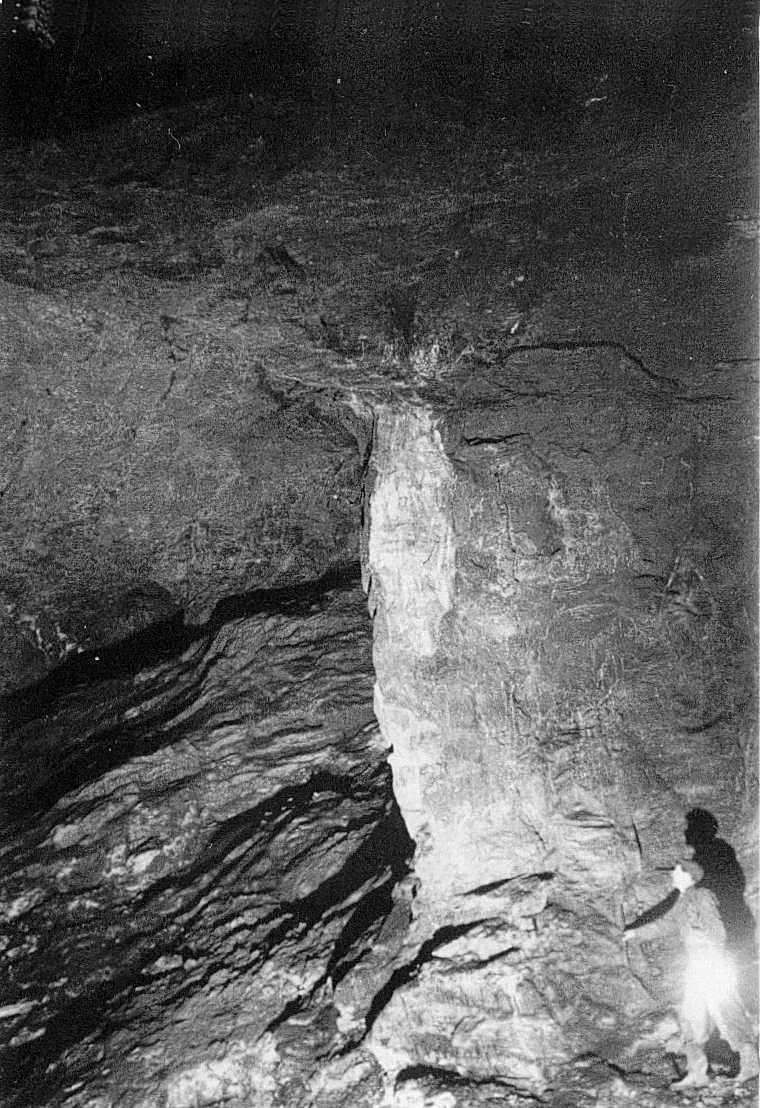
Filar w kopalni rud miedzi Sagmo w Norwegii, fot. 1953 r.

Filar – nietknięta część górotworu, pozostawiona do podparcia stropu i podtrzymania go przed zawałem.
Można wyróżnić filary takie jak: filar bezpieczeństwa inaczej filar ochronny, filar graniczny inaczej brzeżny (calizna oddzielająca dwa sąsiednie obszary górnicze), chodnikowy, międzykomorowy, ochronny otworowy, ochronny wodny, ogniowy, oporowy, przeciwpożarowy, resztkowy, sztolny, szybowy, wybierakowy.